# Ulrika Hildebrand

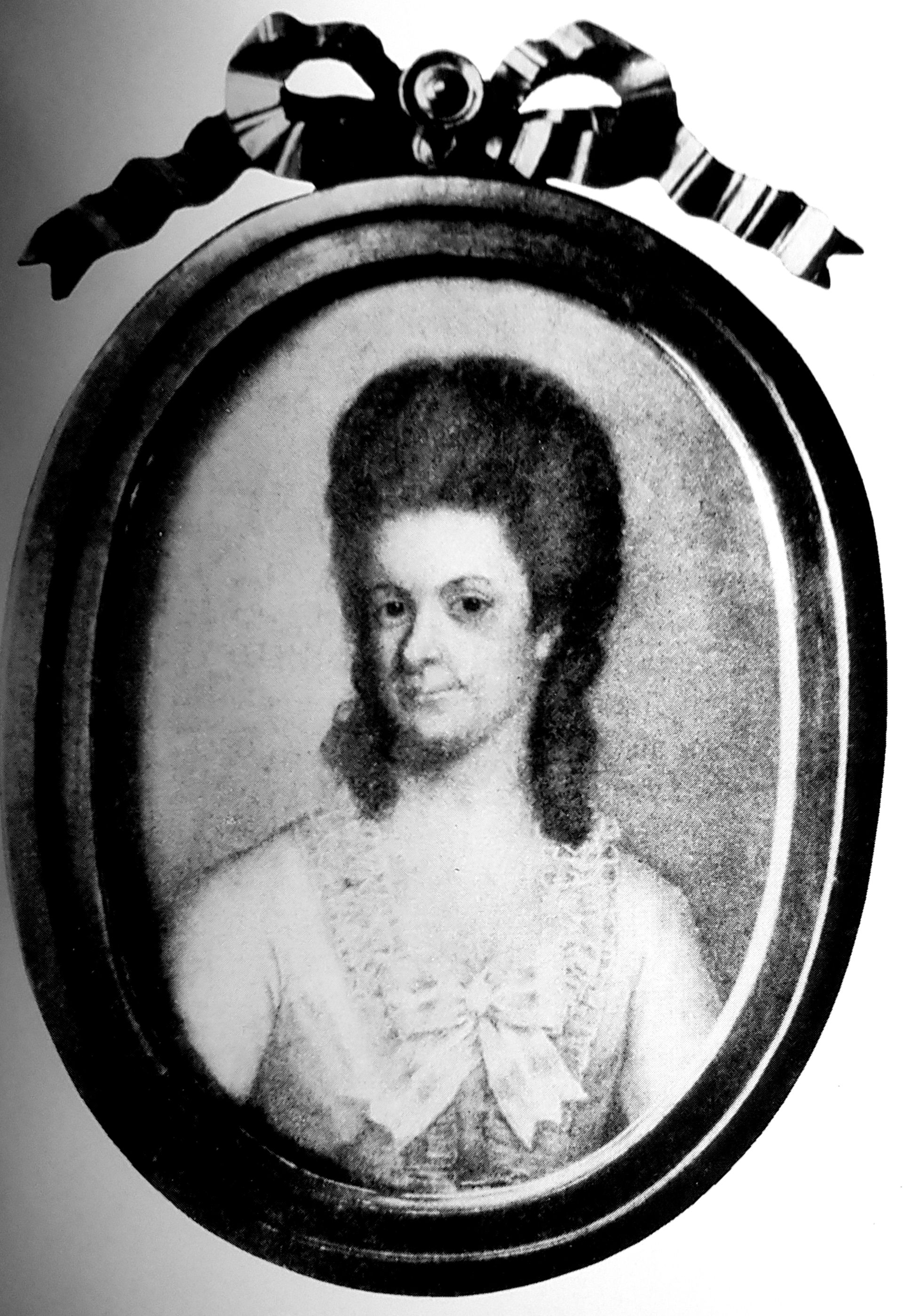
Ulrika Armfelt

Florentina Ulrika Hildebrand, född 18 februari 1760 på Håtunaholm, död 21 maj 1785 i Bysta herrgårdskyrka, var en svensk friherrinna.
Hon var dotter till ryttmästaren David Henrik Hildebrand (1712-1791) och hans andra hustru Agneta Sofia Schönström (1734-1796). Hon döptes till Florentina efter sin farmor och till Ulrika efter sin mormor Ulrica Schönström. Eftersom mormodern var hovmästarinna till Sofia Albertina och modern hovdam hos drottning Lovisa Ulrika kan namnet även ha varit ett sätt att uppmärksamma hennes nära förhållande till drottningen.
Hon var gift första gången 1779 med kammarherren friherre Carl Gustaf Fredrik Horn af Rantzien (1751–1782) och andra gången från 1783 med friherre Carl Gustaf Armfeldt (1752–1825) som var son till Reinhold Armfelt (1719-1762) och Ebba Margareta Wennerstedt (1730-1802). 

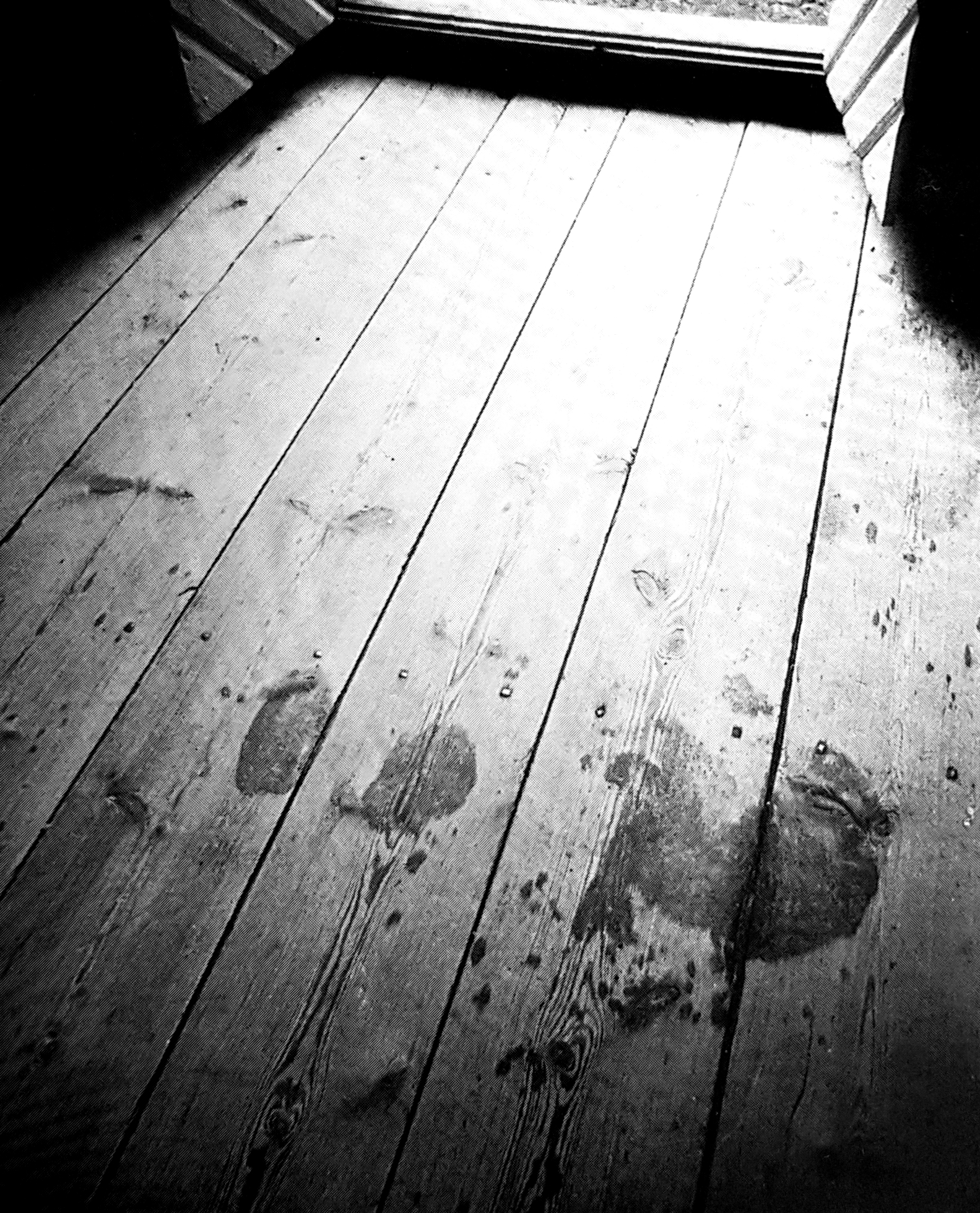
Ulrika Armfelts blodspår på golvet i Bystads kyrka

Hennes första äktenskap slutade med mordet på hennes man 1782. Mordet blev outrett och Ulrika Hildebrands bror Henrik Gotthard Hildebrand (1761-1808) var misstänkt gärningsman till dådet, en annan teori hävdar att det var självmord genom att han stack sig själv med ett vasst föremål. Det är fastställt att han hittades vid sitt skrivbord med en dolk djupt inträngd i ryggen. Efter makens död 1762 gifte hon om sig med kaptenen Carl Gustaf Armfeldt. Eftersom han saknade större förmögenhet fick paret bo på nåder i en flygelbyggnad på släktgodset Bystad herrgård. En majkväll 1785 insjuknade hon i sitt hem och Armfeldt sände efter godsets livmedikus som just denna kväll vistades i Örebro. Kusken som hämtade doktorn i Örebro piskade hästarna löddriga under den fyra mil långa resan till Bystad och när läkaren inledde sin undersökning låg hon i sängen med en stark ångest i sitt bleka ansikte. Förgäves försökte han få liv i henne utan att lyckas. Hennes bror Henrik Gotthard Hildebrand beslöt att liket under natten skulle bäras till kyrkan och att porten skulle bli tillbommad utifrån. När gryningen kom gick några pigor till kyrkan för att svepa liket, men fann då att kyrkgolvet var nersölat av blod och tätt bredvid henne låg hennes döda nyfödda barn. Troligtvis vaknade hon upp ur sin medvetslöshet och födde ensam sitt barn på kyrkgolvet, en pärs som varken hon eller barnet överlevde. Hon och barnet fördes över sjön Sottern till Svennevads kyrka där hon jordfästes i den Armfeldtska släktgraven. Läkaren som undersökte Hildebrand blev därefter ställd till rätta och belagd med förbud att behandla gravida kvinnor. Carl Gustaf Armfeldt blev så skrämd av sin hustrus öde och genom att en liknande händelse drabbade hans släkting Carolina Sabina Tersmeden 1758 så han lät förse sin kista med ett lås som kunde öppnas inifrån och nyckeln skulle vara fäst på hans finger.